# Cerkiew św. Michała Archanioła w Kirenii
Cerkiew św. Michała Archanioła – dawna świątynia prawosławna w Kirenii.
Wzniesiona w 1860. Ok. 1885 dobudowano do niej dzwonnicę.
Od 1990 pełni funkcje muzeum ikon gromadzącego wizerunki świętych z cerkwi regionu Kirenii. Ikony wchodzące w skład ekspozycji muzealnej pochodzą ze zniszczonych lub zdewastowanych po inwazji tureckiej na Cypr świątyń prawosławnych Cypru Północnego; reprezentują cypryjską sztukę sakralną XVII–XX stulecia.